# ジャーヘッド (映画)
『ジャーヘッド』（原題：Jarhead）は、2005年に公開されたアメリカの戦争映画。

## 概要
1990年に中東へと派兵されたアメリカ海兵隊員、アンソニー・スウォフォードの湾岸戦争体験記『ジャーヘッド/アメリカ海兵隊員の告白』（2003年出版）を原作としている。
監督は『アメリカン・ビューティー』のサム・メンデス。一兵士の視点を通し、多くの戦争映画とは違い、戦闘シーンがほとんど無く、一風変わった切り口で現代の戦争を描いている。
なお、表題のジャーヘッドとは、海兵隊員の通称（蔑称）である。

## あらすじ
代々海兵隊員を輩出してきた家系に生まれ、自身も父と同じ道を歩むべく、1988年に18歳で海兵隊に志願した青年、アンソニー・スウォフォード。過酷な訓練を耐え抜き、第7海兵連隊第2大隊司令部中隊付きSTAの前哨狙撃兵として1990年の夏、湾岸戦争の為サウジアラビアへと派遣された。
使命感に燃える若き海兵隊員たちとアンソニーだったが、派遣先で待っていたのは果てしない砂漠と訓練、そしてひたすら待機する日々だった。

## キャスト
| 役名                       | 俳優                   | 日本語吹き替え |
| -------------------------- | ---------------------- | --- |
| アンソニー・スウォフォード | ジェイク・ジレンホール | 鉄野正豊 |
| アラン・トロイ             | ピーター・サースガード | 松本保典 |
| サイクス三等曹長           | ジェイミー・フォックス | 天田益男 |
| カジンスキー中佐           | クリス・クーパー       | 西村知道 |
| クリス・クルーガー         | ルーカス・ブラック     | 神奈延年 |
| ファーガス・オドネル       | ブライアン・ジェラティ | 川中子雅人 |
| デイヴ・ファウラー         | エヴァン・ジョーンズ   | 高木渉 |
| ラモン・エスコバル         | ラズ・アロンソ         | |
| フアン・コルテス           | ジェイコブ・バルガス   | |
| リンカーン少佐             | デニス・ヘイスバート   | 土師孝也 |
| フィッチ教官               | スコット・マクドナルド | 石塚運昇 |
| その他                     | N/A                    | 江川央生、蓮池龍三 呉林卓美、石住昭彦 福山廉士、乃村健次 滝知史、大西健晴 吉田裕秋、櫻井章喜 前島貴志、濱野基彦 根本圭子 |
| 日本語版制作スタッフ       |                        | |
| 演出                       | 演出                   | 中野洋志 |
| 翻訳                       | 翻訳                   | 税田春介 |
| 制作                       | 制作                   | ACクリエイト |

## 評価
レビュー・アグリゲーターのRotten Tomatoesでは200件のレビューで支持率は61%、平均点は6.40/10となった。Metacriticでは40件のレビューを基に加重平均値が58/100となった。

## シリーズ
- ジャーヘッド2 奪還（Jarhead 2: Field of Fire、2014年）
- ジャーヘッド3 撃砕（Jarhead 3: The Siege、2016年）
- ジャーヘッド ─36時間─（Jarhead: Law of Return、2019年）